# Peppe Fiore
Peppe Fiore (Napoli, 1981) è uno scrittore e sceneggiatore italiano, vincitore del Nastro d'argento alla migliore serie crime nel 2024.

## Biografia
Nato a Napoli nel 1981, vive e lavora a Roma.
A partire dal suo esordio nel 2005 ha pubblicato due raccolte di racconti e quattro romanzi.
Attivo anche in campo televisivo come sceneggiatore, ha lavorato tra le altre per le serie Non uccidere, Il re e Il nostro generale. Nel 2024 è il creatore della serie Piedone - uno sbirro a Napoli.
Scrive dal 2017 sul Corriere del Mezzogiorno.

## Opere

### Racconti
- L'attesa di un figlio nella vita di un giovane padre, oggi, Roma, Coniglio, 2005 ISBN 88-88833-75-7
- Cagnanza e padronanza, Roma, Gaffi, 2008 ISBN 978-88-6165-023-7
- Le stanze, in Dove si scrive, come si scrive, a cura di Carlotta Sanzogni e Pietro Baroni, Milano, Rizzoli, 2023  ISBN 978-88-17-18341-3
- Nella bocca del vulcano, in K. Linkiesta. Vol. 9: Cinema, a cura di Nadia Terranova, Milano, Linkiesta, 2024 ISBN 978-88-98-82722-0

### Romanzi
- La futura classe dirigente, Roma, Minimum Fax, 2009 ISBN 978-88-7521-210-0
- Nessuno è indispensabile, Torino, Einaudi, 2012 ISBN 978-88-06-21091-5
- Dimenticare, Torino, Einaudi, 2017 ISBN 978-88-06-23491-1
- Gli innamorati, Torino, Einaudi, 2023 ISBN 978-88-58-44168-8

### Saggistica
- Non la reintegrano, Bari, Laterza, 2015 ISBN 978-88-58-12305-8
- Il trip report come sottogenere della letteratura di viaggio, in La scommessa psichedelica, Macerata, Quodlibet,  2020 ISBN 978-88-22-90488-1
- Partenosfera, in The Passenger Napoli, Milano, Iperborea, 2021 ISBN 978-88-70-91973-8
- Bagnoli è un'isola, in Napoli stanca, a cura di Mirella Armiero, Milano, Solferino, 2023 ISBN 978-88-282-1275-1

## Filmografia parziale

### Sceneggiatore

#### Cinema
- Ultras, regia di Francesco Lettieri (2020)
- Lovely Boy, regia di Francesco Lettieri (2021)

#### Televisione
- Non uccidere – serie TV (2015-2019)
- The Young Pope – serie TV, story editor, 10 episodi (2016)
- Mare fuori – serie TV, episodi 1x03 - 1x04 - 1x07 (2020)
- Il Re – serie TV, head writer, 8 episodi (2022)
- Il nostro generale - serie TV, 8 episodi, con Monica Zapelli (2023)
- Il Re - seconda stagione - serie TV, head writer con Alessandro Fabbri e Federico Gnesini, 8 episodi (2024)
- Piedone - Uno sbirro a Napoli – miniserie TV, creatore, 4 episodi (2024)
- Portobello - serie TV, 6 episodi, con Marco Bellocchio, Stefano Bises e Giordana Mari (2026)

## Premi e riconoscimenti
- 2024 - Nastro d'argento

Migliore serie Tv - Crime - Il Re